# Davrondzhon Tukhtasunov
Davronjon Tukhtasunov (sinh ngày 14 tháng 5 năm 1990) là một cầu thủ bóng đá Tajikistan thi đấu cho FK Khujand. Anh là thành viên của Đội tuyển bóng đá quốc gia Tajikistan ở Vòng loại giải vô địch bóng đá thế giới 2010 campaign. Anh cũng tham dự Giải vô địch bóng đá U-17 thế giới 2007 tổ chức ở Hàn Quốc.

## Thống kê sự nghiệp

### Giải bóng đá vô địch quốc gia Tajikistan
| Năm                         | Số trận | Bàn thắng |
| --------------------------- | ------- | --------- |
| Dynamo Dushanbe 2006-2007   | 40      | 20        |
| Regar-TadAZ 2008-2010       | 50      | 30        |
| CSKA Pamir Dushanbe 2011    | 20      | 7         |
| Regar-TadAZ 2012            | 24      | 9         |
| Ravshan 2013                | 15      | 5         |
| Daleron 2014                | 18      | 5         |
| CSKA Pamir Dushanbe 2015-16 | 36      | 20        |
| Khujand 2017                | 20      | 9         |

| Đội tuyển quốc gia Tajikistan | Đội tuyển quốc gia Tajikistan | Đội tuyển quốc gia Tajikistan |
| Năm                           | Số trận                       | Bàn thắng                     |
| ----------------------------- | ----------------------------- | ----------------------------- |
| 2007                          | 1                             | 0                             |
| 2008                          | 4                             | 0                             |
| 2009                          | 1                             | 0                             |
| 2010                          | 6                             | 1                             |
| 2011                          | 5                             | 0                             |
| 2012                          | 0                             | 0                             |
| 2013                          | 0                             | 0                             |
| 2014                          | 0                             | 0                             |
| 2015                          | 0                             | 0                             |
| 2016                          | 0                             | 0                             |
| 2017                          | 1                             | 0                             |
| Tổng                          | 18                            | 1                             |

Thống kê chính xác đến trận đấu diễn ra ngày 23 tháng 3 năm 2017

### Bàn thắng quốc tế
| #  | Ngày               | Địa điểm      | Đối thủ | Tỉ số | Kết quả | Giải đấu |
| -- | ------------------ | ------------- | ------- | ----- | ------- | -------- |
| 1. | 2 tháng 1 năm 2010 | Sana'a, Yemen | Yemen   | 1–0   | 1–0     | Giao hữu |

## Danh hiệu
Regar-TadAZ
- Giải bóng đá vô địch quốc gia Tajikistan (1): 2008

Ravshan Kulob
- Giải bóng đá vô địch quốc gia Tajikistan (1): 2013